# 한국신선편이농산물협회
한국신선편이협회는 신선편이농산물의 시장 개척, 생산기술의 발전 및 산업 활성화 및 국민건강 증진에 기여할 목적으로 2006년 1월 20일 설립된 대한민국 농림축산식품부 소관의 사단법인이다. 사무실은 서울특별시 서초구 강남대로 27, 708호 (양재동)에 있다.

## 주요 사업
- 신선편이농산물 생산에 관한 관리기술 조사 및 연구
- 선별, 포장, 유통상 발생되는 관리기술 조사 및 연구
- 신선편이사업의 자금지원 및 알선
- 신선편이농산물 생산 유통관련 기술교육